# Lilabruine schorsmycena
De lilabruine schorsmycena (Mycena meliigena) is een schimmel behorend tot de familie Mycenaceae. Hij komt voor in bossen en parken, meestal op de met mos bedekte bast van rottende takken en stronken, vooral populieren-, eiken- en lindebomen. Vruchtlichamen van augustus tot oktober.

## Kenmerken
Hoed
De hoed heeft een diameter van 5 tot 10 mm. De kleur is wijnrood, bruinroze, donkerviolet, lichtbruin met een lila tint, als ouder meer bruin wordend.
Lamellen
Er zijn in totaal 6 tot 14 lamellen en deze bereiken de steel. Ze beginnen met dezelfde kleur als de hoed en ze verbleken naar witachtig in de loop der tijd.
Steel
De steel is 4 tot 20 mm lang en heeft een dikte van 0,2 tot 1 mm. Hij is cilindrisch, gebogen. Het oppervlak is pruïneus tot vlokkig. De kleur is hetzelfde als de hoed en de voet is dicht bedekt met lange witte vezels.
Sporen
Sporen ontstaan op dubbelsporige basen tot 14,5 µm lang, sporen op 4-sporenbases 8–11 × 8–9,5 µm, bolvormig of bijna bolvormig, amyloïdaal. Cheilocystidia 15–40 × 6–14 µm. Pleurocystidia zijn afwezig.
Geur
Het vlees is geurloos.

## Verspreiding
De lilabruine schorsmycena is bekend uit Noord-Amerika, Europa, Rusland en Armenië. Hij komt in Nederland algemeen voor. Hij staat op de rode lijst in de categorie 'Bedreigd'.

## Foto's

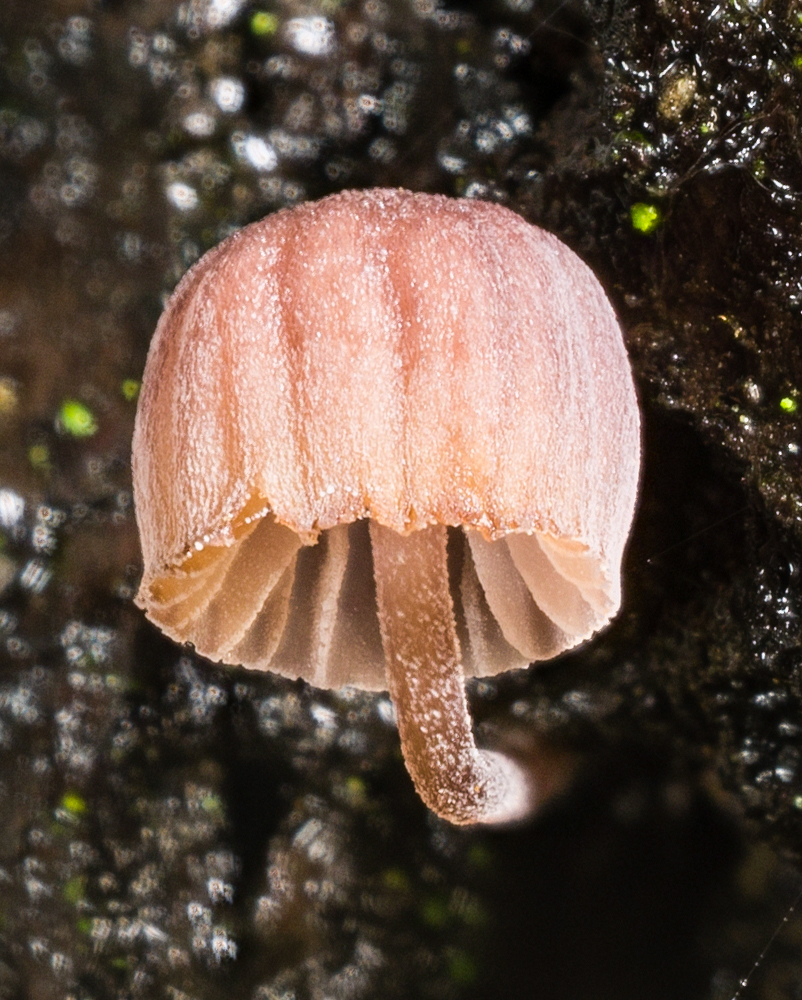
Lamellen
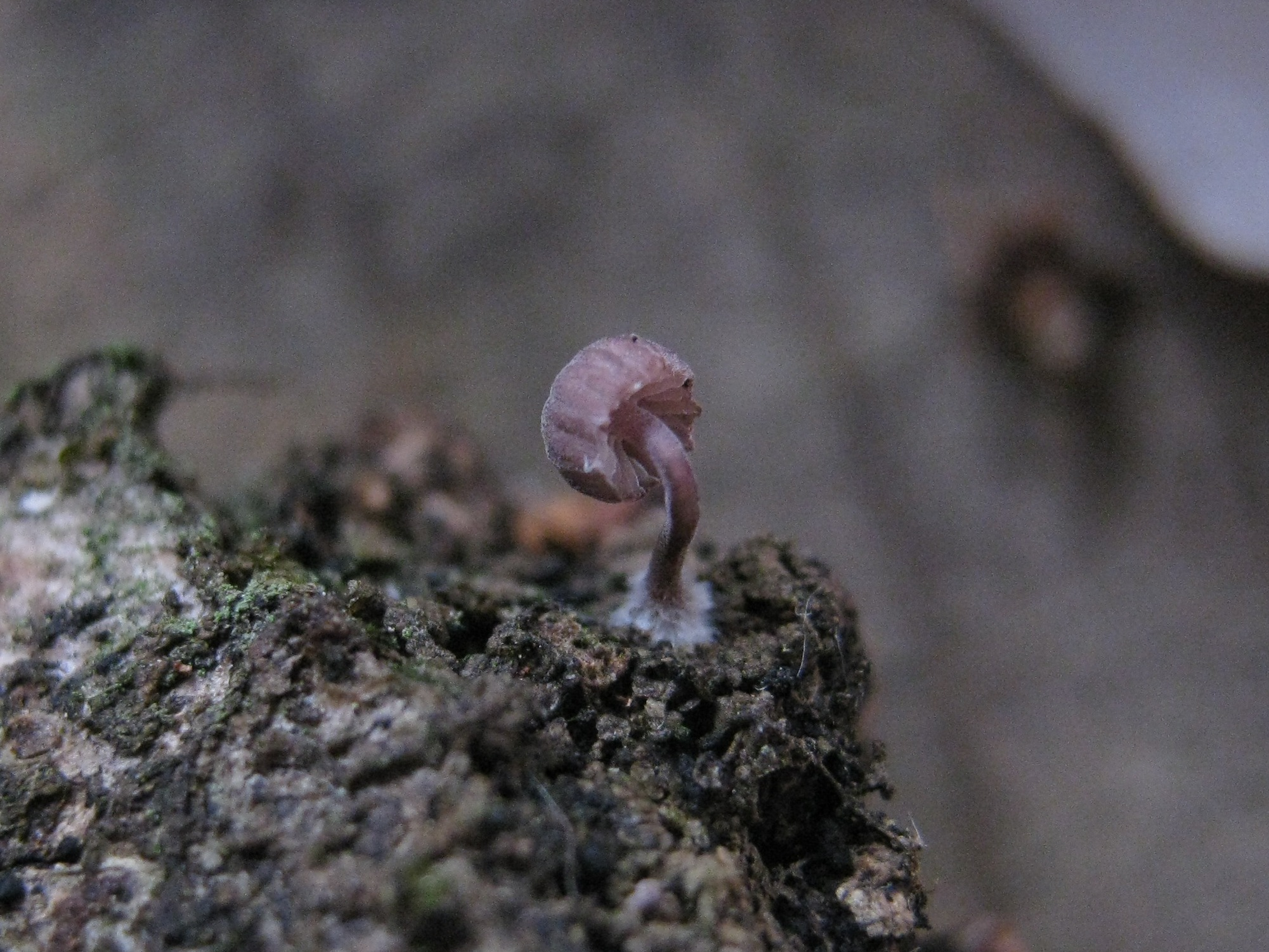
Witte vezels op voet
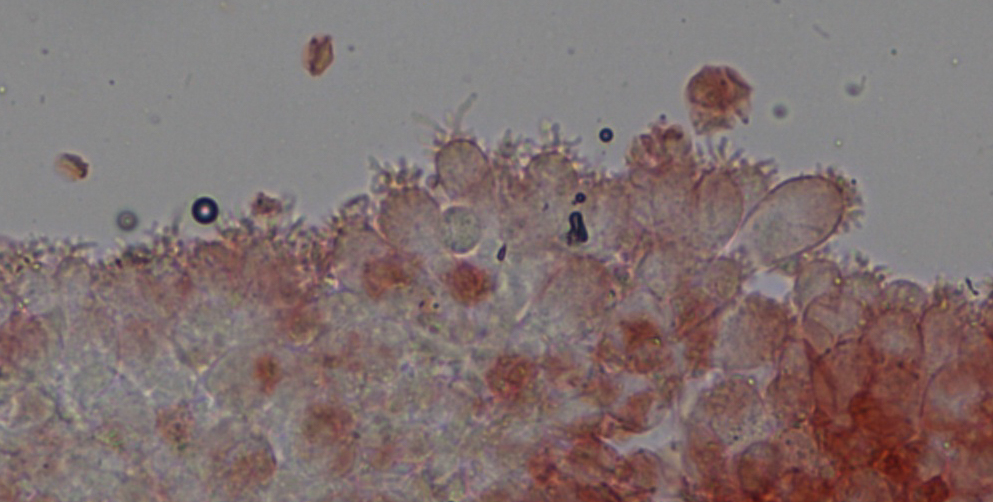
Cheilocystidia
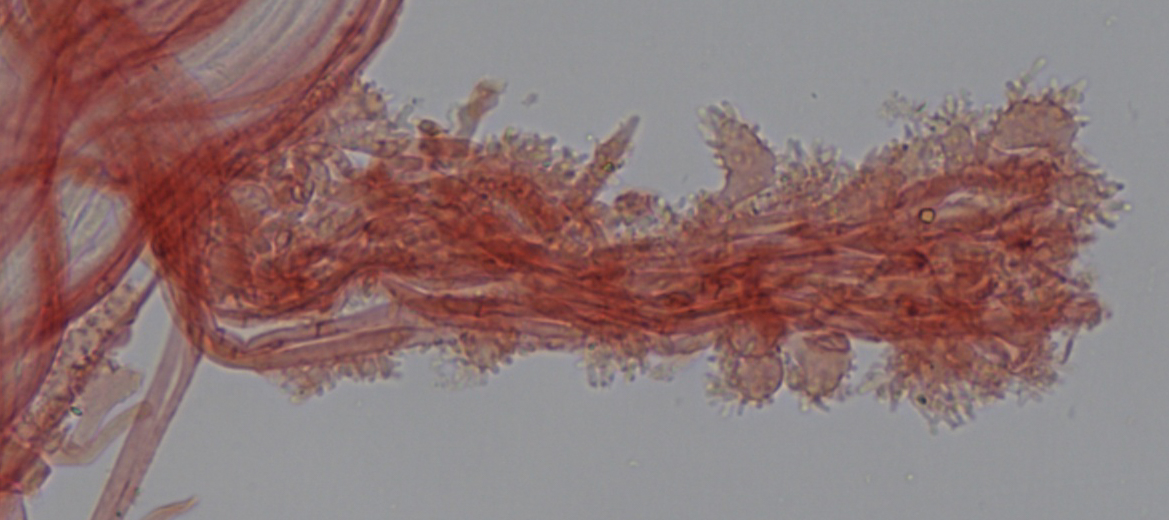
Caulocystidia